# Cemerîn, Kiverți
Cemerîn (în ucraineană Чемерин) este un sat în comuna Jornîșce din raionul Kiverți, regiunea Volînia, Ucraina.

## Demografie
Componența lingvistică a localității Cemerîn
     Ucraineană (98,85%)
     Alte limbi (1,15%)
Conform recensământului din 2001, majoritatea populației localității Cemerîn era vorbitoare de ucraineană (98,85%), existând în minoritate și vorbitori de alte limbi.